# Garamlök
Garamlök (szlovákul Lok) község Szlovákiában, a Nyitrai kerület Lévai járásában.

## Fekvése
Lévától 12 km-re, délnyugatra fekszik.

## Története
1286-ban „Luk” néven említik először. 1388-tól Léva várának tartozéka. 1601-ben 44 ház állt a községben.
A 18. század végén Vályi András így ír róla: „LÖK. Magyar falu Bars Várm. földes Ura H. Eszterházy Uraság lakosai katolikusok, és másfélék, fekszik Nagy Kálnához nem meszsze, és annak filiája, határjában vagyon mind a’ két féle fája, szőleji tágasak, legelője elég, földgye, réttye jó, kereskedésre könnyű módgya, Esztergomban, és a’ Dunán is.”
1828-ban 89 házában 589 lakos élt, akik főként mezőgazdasággal foglalkoztak.
A 19. század közepén Fényes Elek eképpen írja le: „Lők, magyar falu, Bars vmegyében: 260 kath., 323 ref., 40 evang. lak. Reform. anyatemplom. Tágas szőlőhegy. Erdő. Sok gyümölcs. F. u. h. Eszterházy. Ut. posta Léva.”
1904-ben nagy tűzvész pusztított a községben, melyben 104 ház leégett.
Borovszky Samu monográfiasorozatának Bars vármegyét tárgyaló része szerint: „Garamlök, a Garamvölgy szélén fekvő magyar kisközség, 2988 róm. kath. és református vallású lakossal. E község szintén a lévai vár tartozéka volt és az idők folyamán annak az urai bírták, mígnem az Eszterházyak tulajdonába ment át, a kiktől a lévai uradalmat a Schöeller család vette meg. A XVIII. század vége felé híres lótenyésztése volt. Most a Schöeller-féle uradalomnak van itt nagyobbszabású szeszgyára. A község határában, a hagyomány szerint, valaha a vörös barátok klastroma volt. A faluban református templom van, mely 1785-ben épült és egy kath. kápolna, melyet 1860-ban emeltek. Posta van a községben, távirója és vasúti állomása Alsóvárad. Ide tartozik Felsőmajor puszta is.”
A trianoni diktátumig Bars vármegye Lévai járásához tartozott. 1920-tól Csehszlovákia része lett, de 1938 és 1945 között ismét Magyarországhoz tartozott.
A magyar lakosság nagy részét 1947-ben kitelepítették, helyükre szlovákok érkeztek.

## Népessége
| Év:            | 1994. | 2004.   | 2014.   | 2024.    |
| -------------- | ----- | ------- | ------- | -------- |
| Emberek száma: | 1014  | 980     | 958     | 1072     |
| Eltérés:       |       | -3,35 % | -2,24 % | +11,89 % |

| Év:            | 2023. | 2024.   |
| -------------- | ----- | ------- |
| Emberek száma: | 1082  | 1072    |
| Eltérés:       |       | -0,92 % |

1880-ban 1078 lakosából 62 szlovák, 3 német és 978 magyar anyanyelvű volt. Ebből 645 református, 383 római katolikus, 26 izraelita és 23 evangélikus vallású volt.
1890-ben 1067 lakosából 57 szlovák és 1001 magyar anyanyelvű volt.
1900-ban 1173 lakosából 66 szlovák és 1102 magyar anyanyelvű volt.
1910-ben 1166 lakosából 19 szlovák és 1146 magyar anyanyelvű volt.
1921-ben 1201 lakosából 14 csehszlovák és 1176 magyar volt.
1930-ban 1344 lakosából 277 csehszlovák és 1036 magyar volt.
1941-ben 1322 lakosából 21 szlovák és 1299 magyar volt.
1970-ben 1355 lakosából 879 szlovák és 454 magyar volt.
1980-ban 1189 lakosából 865 szlovák és 315 magyar volt.
1991-ben 1039 lakosából 761 szlovák és 254 magyar volt.
2001-ben 1015 lakosából 802 szlovák és 174 magyar volt.
2011-ben 1022 lakosából 851 szlovák, 131 magyar, 7 cigány, 2 cseh, 1 morva, 3 egyéb és 27 ismeretlen nemzetiségű. Ebből 640 római katolikus, 94 evangélikus, 65 református, 9 jehovista, 5 görög katolikus, 139 nem vallásos és 58 ismeretlen vallású volt.
2021-ben 1073 lakosából 848 (+9) szlovák, 88 (+16) magyar, 2 (+4) cigány, 9 egyéb és 126 ismeretlen nemzetiségű volt.

## Neves személyek
- Itt született 1806-ban Bogyó Mihály református egyházi író.
- Itt született 1889-ben Leidenfrost Pál festőművész.
- Itt született 1910. szeptember 10-én Barsi Imre (Bojsza) író, aki útikönyveket, riportokat írt.
- Itt született 1948-ban Eduard Krekovič szlovák régészprofesszor.
- Itt született 1949-ben Augustín Bačinský szlovák ókatolikus érsek.
- Itt hunyt el 1825-ben Simon János református lelkész, egyházi író. 1798-tól volt a falu lelkésze.
- Itt szolgált Halasi István (1822–1894) református népiskolai tanító, tankönyvíró.
- Itt tanult Lutter Nándor (1820-1891) pedagógus, matematikus, piarista áldozópap és fővárosi tankerületi főigazgató, a Magyar Tudományos Akadémia levelező tagja.
- Innét származott Lutter Tibor (1910-1960) irodalomtörténész.

## Nevezetességei
- Református temploma 1783-ban épült, tornyát 1844-ben építették.
- Római katolikus temploma szintén 18. századi, klasszicista stílusú.

## Galéria
- A református templom
- A római katolikus templom

## Külső hivatkozások
- Községinfó
- Garamlök Szlovákia térképén
- Garamlök a Barsi régió honlapján
- E-obce.sk